# Annika Meyer
Pour les articles homonymes, voir Meyer.
Annika Meyer, née le 30 mai 1994 à Haderslev, est une handballeuse danoise, qui évolue au poste de pivot.

## Biographie
En 2019, elle quitte Copenhague après deux saisons et s'engage avec Aarhus United.

## Palmarès

### En club
compétitions nationales
- championne du Danemark en 2018 (avec Copenhague Handball)
- vainqueur de la coupe d'Allemagne en 2017 (avec Buxtehuder SV)

### En équipe nationale
autres
- troisième du championnat du monde junior en 2014[3]
- troisième du championnat d'Europe junior en 2013[4]
- vainqueur du championnat du monde jeunes en 2012[5]
- finaliste du championnat d'Europe jeunes en 2011[6]

### Distinctions individuelles
- élue meilleure défenseur du championnat d'Europe junior 2013[7]